# Pjotr Arsenjewitsch Romanowski
Pjotr Arsenjewitsch Romanowski (russisch Пётр Арсеньевич Романовский, wiss. Transliteration Pëtr Arsen'evič Romanovskij; * 17. Julijul. / 29. Juli 1892greg. in Sankt Petersburg; † 1. März 1964 in Moskau) war ein russischer Schachspieler und einer der herausragenden Begründer der Sowjetischen Schachschule.

## Leben

### Jugend

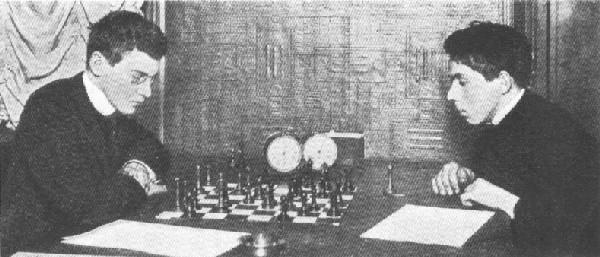
Aljechin (links) und Romanowski (rechts) während des All-Russischen Meisterturniers 1909 in St. Petersburg

Romanowski kam in einer schachbegeisterten Familie zur Welt. Sein älterer Bruder Jewgeni wurde ein 2.-Kategorie-Spieler, sein Bruder Alexander ein 1.-Kategorie-Spieler. 1908 spielte Romanowski sein erstes Turnier, das Herbst-Turnier des St. Petersburger Schachklubs, als er für seinen kranken Bruder Alexander einsprang. Auf Anhieb gelang ihm ein Sieg über den Meisterspieler Sergei von Freiman (* 1882; † 1946) und Romanowski, der im Turnier Platz 4 bis 6 teilte, wurde 1.-Kategorie-Spieler. 1909 nahm er in St. Petersburg am All-Russischen Meisterturnier teil, das der spätere Weltmeister Alexander Aljechin gewann. Romanowski besiegte allerdings Aljechin in einer weitbeachteten Partie. Nach dem Abitur schrieb sich Romanowski zum Studium auf dem Polytechnischen Institut in St. Petersburg ein. 1912 gewann er die Schachmeisterschaft des Instituts. 1914 gewann Romanowski die Meisterschaft St. Petersburg nach einem 2-0-Sieg im Stichkampf mit Sergei von Freiman und wurde von der St. Petersburger Schachgesellschaft zu seinem ersten internationalen Turnier ins Ausland geschickt: Er nahm am Hauptturnier beim Kongress des DSB in Mannheim teil. Dieses Turnier wurde nach der Hälfte der gespielten Runden wegen des Ausbruchs des Ersten Weltkriegs abgebrochen und die Teilnehmer aus den Feindesstaaten wurden interniert. Romanowski wurde gemeinsam mit Alexander Aljechin, Efim Bogoljubow und anderen in Triberg inhaftiert. Einige Partien, die die Meister in den Kriegstagen gespielt hatten, sind erhalten.

### Aufbau des Schachlebens im sowjetischen Russland

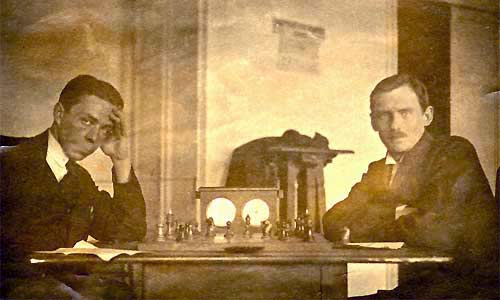
Romanowski (links) und Aljechin (rechts) während der All-Russischen Olympiade 1920 in Moskau

Nachdem Romanowski in das Russland der Oktoberrevolution zurückgekehrt war, beteiligte er sich, wie auch u. a. Alexander Iljin-Schenewski, energiereich an der Entwicklung des Schachs im sich neu formierenden Staat. Er wurde in Petrograd bald einer der aktivsten Organisatoren des Schachlebens. 1920 nahm er in Moskau an der 1.All-Russischen Olympiade, dem Vorläufer der UdSSR-Meisterschaft, teil. Er erzielte 11 Punkte aus 15 Partien und wurde nach Alexander Aljechin Vizemeister. 1921 übernahm er die Redaktion der neu gegründeten Schachzeitschrift Listok Schachmatnogo Kruschka Petrogubkommuny in Petrograd, die 1922 in Schachmatnyj Listok [Schachblatt] und 1931 in Schachmaty w SSSR [Schach in der UdSSR] umbenannt wurde. Über die zahlreichen Publikationen seiner niveauvollen und tiefen Analysen nahm Romanowski enormen Einfluss auf die Entwicklung der Schachpopularität in der jungen Sowjetunion. 1923 wurde die Meisterschaft der RSFSR in Petrograd ausgerichtet, sie wurde späterhin als 2. UdSSR-Meisterschaft gezählt. Romanowski siegte in diesem Turnier mit 10 aus 12 und wurde der zweite UdSSR-Meister. 1924 nahm er in Moskau an der 3. UdSSR-Meisterschaft teil, bei der er Efim Bogoljubow, der zwar in Deutschland lebte, aber einen sowjetischen Pass besaß, den Vortritt überlassen musste und wurde hinter dem Ukrainer Zweiter. Romanowski spielte kurz nach der Meisterschaft mit Bogoljubow einen Wettkampf in Leningrad, den er mit 4-8 verlor (+1 =6 −5).

### Schachlicher Höhepunkt
Im Jahre 1925 nahm Romanowski an mehreren Turnieren teil, so gewann er die Leningrader Meisterschaft, wurde bei der 4. UdSSR-Meisterschaft 6.–8. und beteiligte sich am ersten internationalen Turnier in der Geschichte der UdSSR in Moskau, an dem neben dem amtierenden Weltmeister José Raúl Capablanca und dem Ex-Weltmeister Emanuel Lasker beinahe die gesamte Weltelite versammelt war. Romanowski wurde nach Bogoljubow bestplatzierter sowjetischer Teilnehmer auf dem geteilten 7.–8. Platz unter 21 Teilnehmern. Ihm gelang ein Remis gegen Capablanca und er platzierte sich vor so renommierten Spielern wie Akiba Rubinstein und Rudolf Spielmann. Bei der 5. UdSSR-Meisterschaft 1927 in Moskau siegte Romanowski erneut, musste den ersten Platz allerdings mit Fedir Bohatyrtschuk aus der Ukraine teilen. Unter den Teilnehmern befand sich auch der spätere Weltmeister Michail Botwinnik. Romanowski gewann 1929 nochmals die Leningrader Meisterschaft.

### Späte Ehrungen
Ab den 1930er Jahren widmete sich Romanowski verstärkt dem Training jüngerer Spieler und der Publikation von Lehrbüchern des Schachs, wobei ihm seine pädagogischen Fähigkeiten sehr zu Hilfe kamen. Er schränkte seine Turnierteilnahmen zwar ein, doch gelangen ihm bei seinen wenigen Auftritten weiterhin hervorragende Ergebnisse: 1931 wurde er Leningrader Vizemeister, 1933 teilte er mit Botwinnik bei einem starken Leningrader Meisterturnier Platz 1 und 2, 1934 wurde er bei einem Leningrader Meisterturnier unter Teilnahme von Max Euwe und Hans Kmoch nach Botwinnik geteilter Zweiter. 1934 erhielt er als erster Schachspieler in der Sowjetunion den Titel Verdienter Meister des Sports verliehen. 1935 nahm er am zweiten Moskauer internationalen Turnier teil, bei dem er geteilter 6.–7. unter 20 Teilnehmern wurde. Während des Zweiten Weltkriegs betätigte sich Romanowski, wie auch viele andere sowjetische Meister, an der Erholungsarbeit für verwundete sowjetische Soldaten. Er gab Simultanveranstaltungen sowie Schachunterricht in verschiedenen Hospitälern. 1943 gewann er die Meisterschaft von Iwanowo. 1945 nahm er zuletzt an der 14. UdSSR-Meisterschaft teil. In dieser Phase gehörte Romanowski dem Präsidium des Sowjetischen Schachverbandes an. 1947, Romanowski wohnte bereits in Moskau, wurde er mit der Leitung des Schachkollektivs an der Moskauer Universität betraut. Diese führte er bis 1957 aus. 1950 verlieh ihm die FIDE den Titel Internationaler Meister. 1956 erhielt er den Titel Verdienter Trainer der UdSSR. 1964 starb er.

## Sowjetische Schachschule
Romanowski war mit seinem Engagement seit Beginn der 1920er Jahre eine der tragenden Säulen des sich entwickelnden Schachbooms in der UdSSR. Seine pädagogische Auffassung zeigte sich in seiner weiten Publikationsarbeit, in der er seine tiefgehenden Analysen seiner Leserschaft zur Verfügung stellte. In dieser Hinsicht war er ein Vorläufer des späteren Weltmeisters Michail Botwinnik, den Romanowski in Petrograd seit dessen erstem Auftreten kannte. Die Entwicklung der Sowjetischen Schachschule wäre ohne die Pionierarbeit von Romanowski undenkbar gewesen. In seinem Buch Die Sowjetische Schachschule schrieb Alexander Kotow über Romanowski: "In täglichen tiefgehenden Analysen seiner eigenen Partien und denen von anderen, in denen er nach unbemerkten Feinheiten forscht, gibt Romanowski der Jugend ein Beispiel dafür, wie Selbstvervollkommnung zu erarbeiten ist."

## Werke
- zus. mit Grigori Löwenfisch: Matsch Aljechin-Capablanca na perwenstwo mira [Der Weltmeisterschaftskampf Aljechin-Capablanca], Leningrad 1928.
- Mittelspiel. Kombinazja i plan w schachmatnoj parti [Mittelspiel. Kombination und Plan in der Schachpartie], Leningrad 1929.
- Schachmatnyje idei w praktike [Schachideen in der Praxis], Moskau/Leningrad 1930.
- Puti schachmatnogo twortschestwa [Wege der Schachschöpfung], Leningrad 1933.
- Woprosy schachmatnoj metodiki [Fragen zur Schachmethodik], Moskau/Leningrad 1938.
- Isbrannyje partii [Ausgewählte Partien], Moskau 1954.
- Romantism w schachmatnom iskusstwie [ Romantismus in der Schachkunst], Moskau 1959.
- Mittelspiel Plan [Mittelspielplan], Moskau 1960.
- Mittelspiel Kombinazja [Mittelspielkombination], Moskau 1963.